# Lipocarpha thermalis
Lipocarpha thermalis là loài thực vật có hoa trong họ Cói. Loài này được J.Raynal ex Goetgh. mô tả khoa học đầu tiên năm 1989.